# Louise Cox
Pour les articles homonymes, voir Cox.
Louise Howland King Cox, née à San Francisco le 23 juin 1865 et morte le 11 décembre 1945 à Mount Kisco (New York), est une peintre américaine spécialisée dans le portrait d'enfants. Elle remporta plusieurs distinctions au cours de sa carrière, notamment une médaille de bronze à l'exposition universelle  de Paris en 1900 et une médaille d'argent à l'Exposition pan-américaine de Buffalo l'année suivante. Elle est l'épouse de Kenyon Cox et la mère du peintre muraliste Allyn Cox.

## Biographie
Louise Howland King née à San Francisco, a une enfance difficile qu'elle cherchera à oublier . À l'âge de seize ans, elle s'installe avec sa mère sur la côte Est, proche de New York. Elle commence alors à étudier à l'Académie américaine des beaux-arts sous la direction de Lemuel Wilmarth (en), dessinant d'après l'antique pendant deux années scolaires. Puis elle passe à l'Art Students League, où elle a pour professeurs George de Forest Brush, Charles Yardley Turner (en) et Julian Alden Weir. En 1884, lorsque la classe des femmes doit recevoir un nouvel instructeur, la jeune artiste craint que ce ne soit James Carroll Beckwith qui a la réputation de ne pas aimer  enseigner à des étudiantes. Mais c'est Kenyon Cox qui dirige la classe. Il s'intéresse au travail de son élève et à l'élève elle-même ; en 1892, ils finissent par se marier.
Le premier succès de Louise Cox survient en 1893, lorsqu'elle expose une petite peinture, Psyché, à l'exposition annuelle de la Society of American Artists dont elle devient membre la même année. L'Académie des beaux-arts lui décerne le prix Julius Hallgarten en 1896 pour Pomona.
Après la mort de son mari en 1919, elle voyage en Europe et séjourne à Hawaï. De retour aux États-Unis vers l'année 1935, elle continue à peindre jusqu'à un âge avancé dans son atelier du Comté de Westchester (New york). Louise Cox s'éteint le 11 décembre 1945.

## Carrière
La première œuvre remarquable de Cox est The Lotus Eaters, présentée à la National Academy of Design en 1887 et à Paris en 1889. Son tableau A Rondel fut présenté à la Columbian Exposition en 1893.
Louise Cox s'est d'abord spécialisée dans les figures allégoriques, mais leur manque d'attrait pour les acheteurs l'aurait orientée vers les portraits d'enfants. C'est dans ce genre qu'elle s'est fait une réputation, exposant souvent ses portraits dans les expositions annuelles de l'Académie au début du vingtième siècle (ses trois enfants serviront de modèle). Ses peintures étaient minutieusement élaborées à partir de dessins. Cox était également connue pour ses créations de vitraux. 

## Conservation
La National Gallery of Art de Washington, le High Museum of Art d'Atlanta, le Smithsonian American Art Museum de Washington, et l'Académie américaine des beaux-arts de New York abritent ses œuvres. Cox était également sculptrice sur bois et photographe, et était considérée comme une remarquable vitrailliste aux côtés de Wright Goodhue, David Maitland Armstrong ou William Willet.

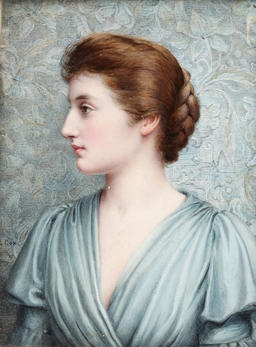
A Lady, in profile to the left before an Arts and Crafts background
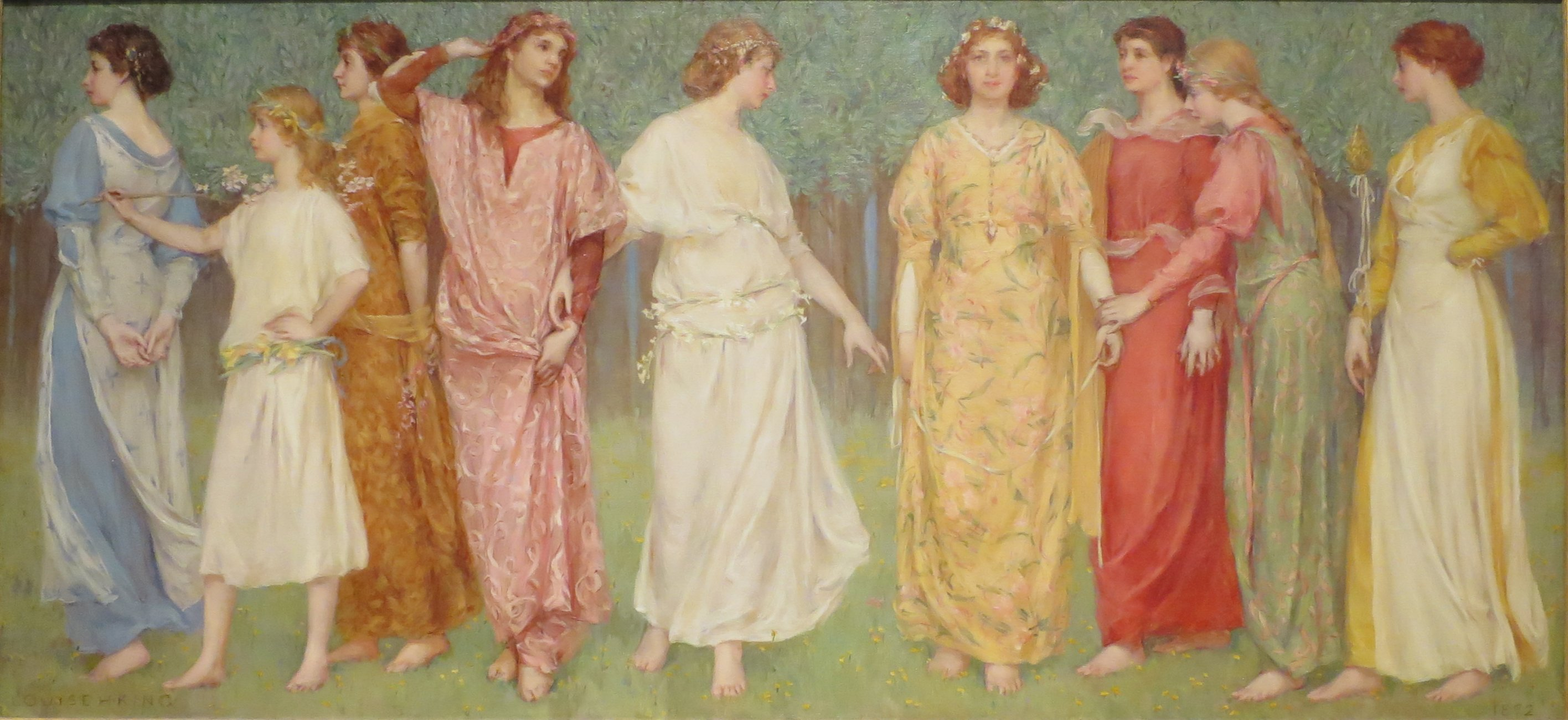
A Rondel, 1892, oil on canvas, High Museum of Art, Atlanta, Georgia
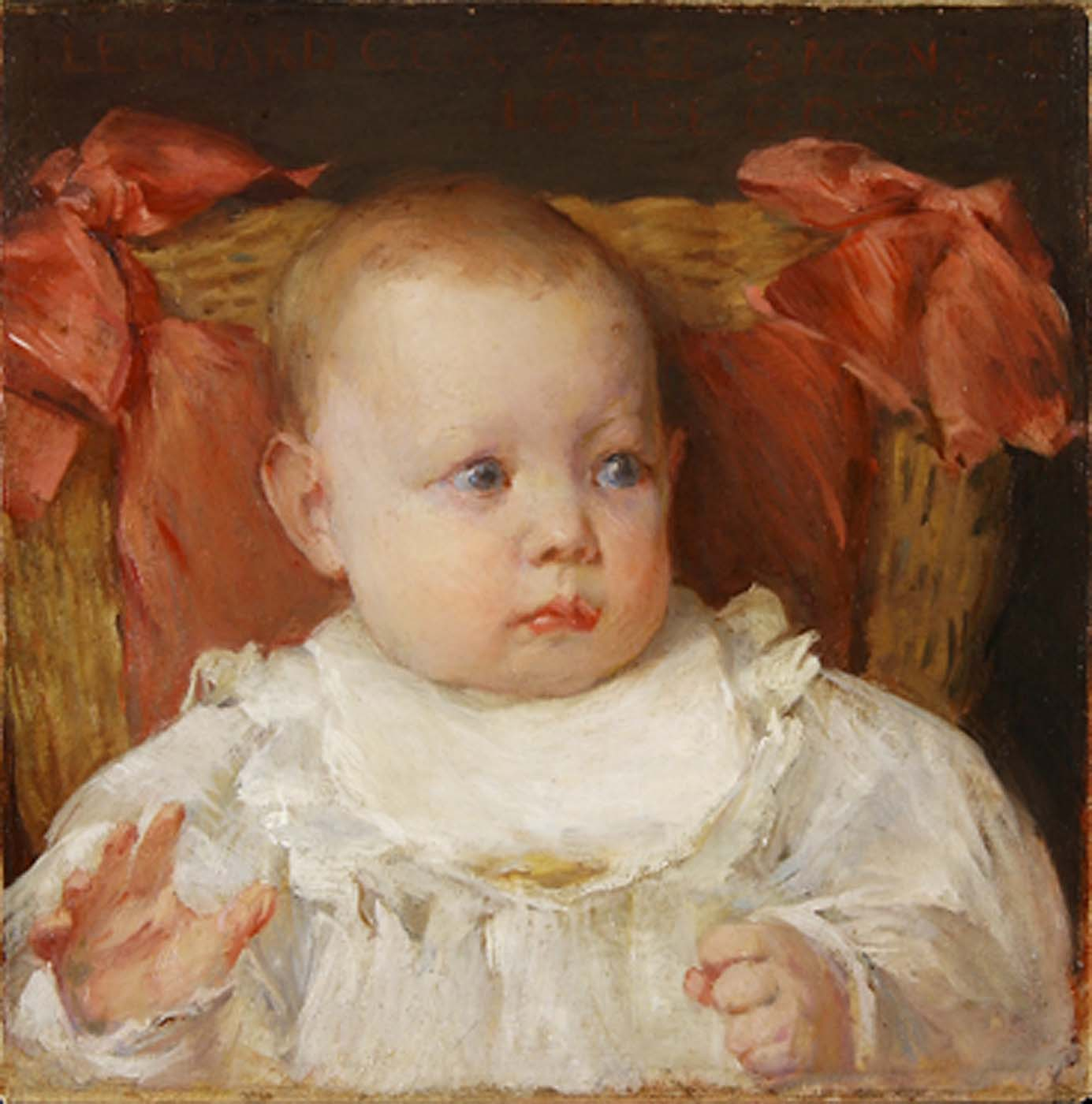
Portrait of Leonard Cox, 1895, Smithsonian American Art Museum
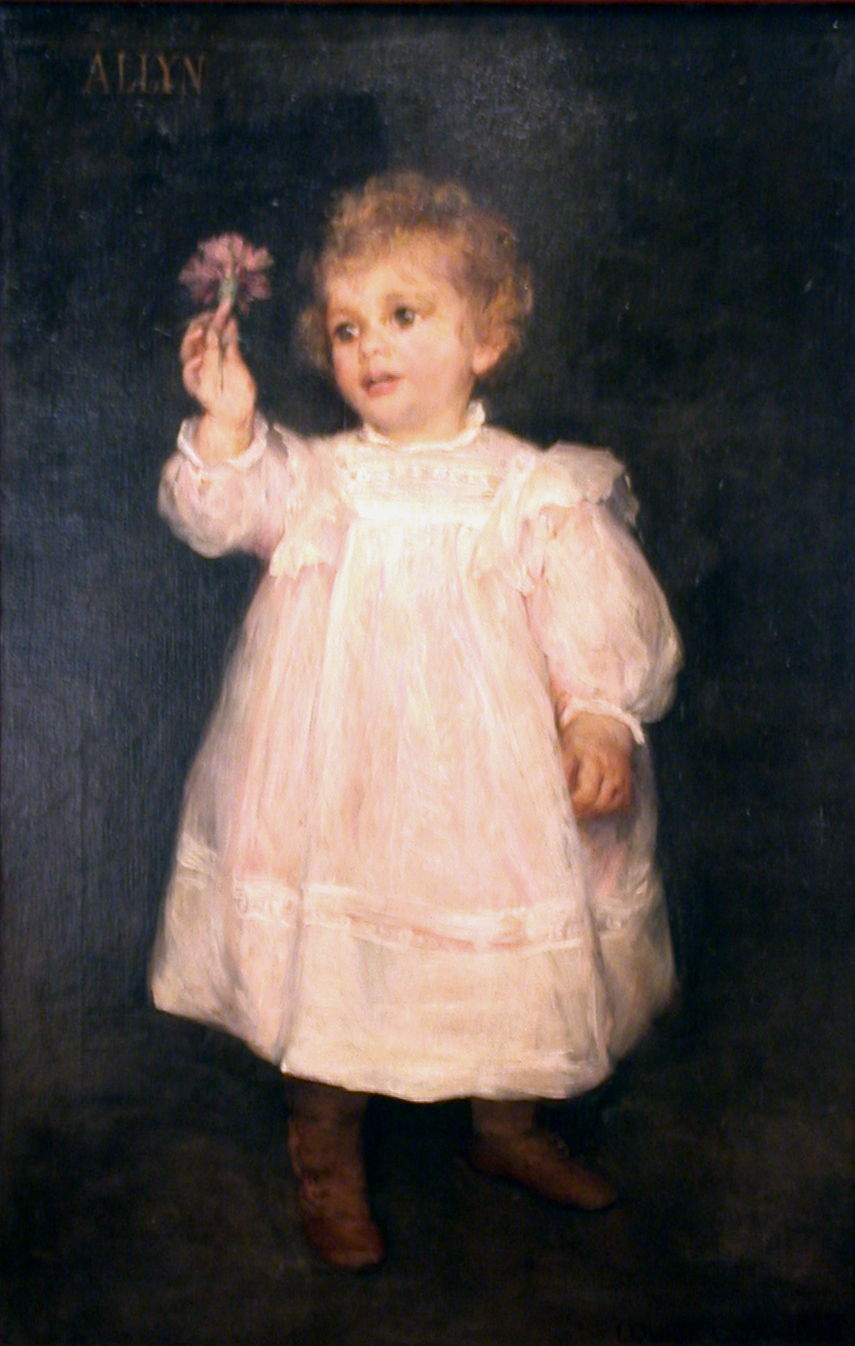
Allyn Cox in Infancy, 1898, National Academy of Design, New York
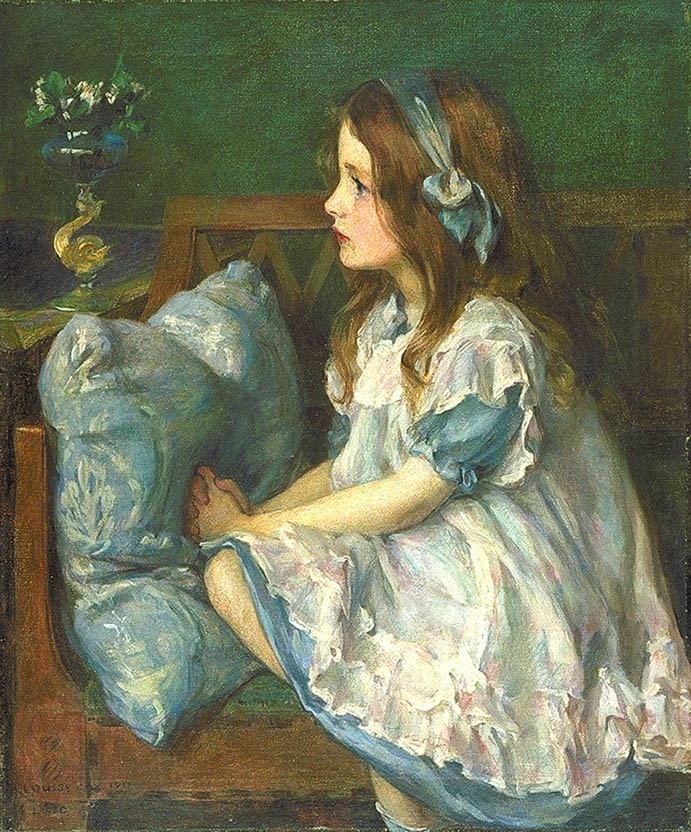
May Flowers, 1911, Smithsonian American Art Museum
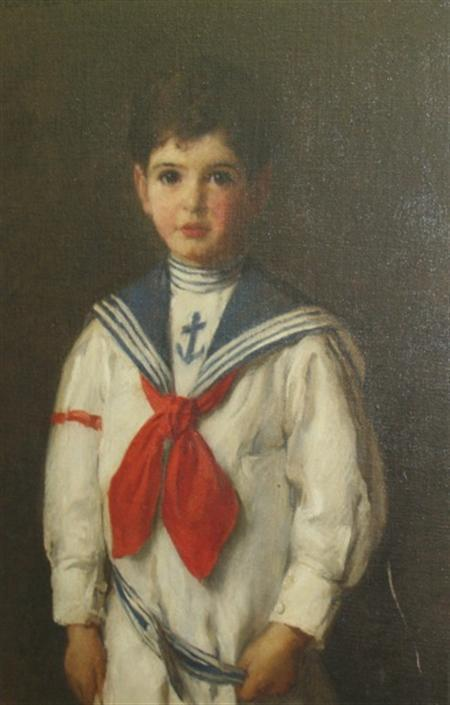
Portrait of a Young Boy in a Sailor's Costume, 1912